# سفيري بيرغ
سفيري بيرغ (بالنرويجية البوكمول: Sverre Bergh؛ بالإنجليزية: Sverre Bergh) هو جاسوس ومهندس نرويجي وأمريكي، ولد في 1 نوفمبر 1920 في أسكر في النرويج، وتوفي في 30 أبريل 2006 في كونيتيكت في الولايات المتحدة.